# Giuseppe Briganti Bellini
Giuseppe Briganti Bellini (Osimo, 14 febbraio 1826 – Osimo, 14 novembre 1898) è stato un politico italiano.
Fu senatore del Regno d'Italia dalla XVII legislatura. Era fratello di Bellino Briganti-Bellini, anche lui politico e parlamentare.